# Bosta, Madžarska
Bosta je vas na Madžarskem, ki upravno spada pod podregijo Pécsi Županije Baranja.